# Villaselán
Villaselán is een gemeente in de Spaanse provincie León in de regio Castilië en León met een oppervlakte van 56,52 km². Villaselán telt 209 inwoners (1 januari 2016).

## Demografische ontwikkeling
Bron: INE, 1857-2011: volkstellingen
Opm.: Tot 1857 behoorde Villaselán tot de gemeente Villamartín de Don Sancho